# Blues (Eric Clapton)
Blues è una raccolta di successi di Eric Clapton del 1999, in cui sono pubblicate anche alcune canzoni inedite. La raccolta ripercorre i primi dieci anni di attività solista del chitarrista inglese, ci sono due take di Before You Accuse Me (Take a Look at Yourself) che fanno parte delle session di registrazione per l'album Backless datato 1978, scartati dall'album all'epoca, troviamo Alberta che fa parte invece delle session di registrazione per l'album Slowhand del 1977 e Meet Me (Down at the Bottom) scartata dall'album 461 Ocean Boulevard del 1974 e una canzone live con un mix inedito Further on up the Road.

## Tracce

### Disco 1 (Studio Blues)
1. Before You Accuse Me (Take a Look at Yourself) - 4:39 -  (Bo Diddley)
In precedenza non pubblicata, scartata da Backless
2. Mean Old World - 3:50 - (Walter Jacobs)
scartata da Layla and Other Assorted Love Songs, featuring Duane Allman
3. Ain't That Lovin' You - 5:26 - (Jimmy Reed)
4. The Sky Is Crying - 3:58 - (Elmore James)
5. Cryin' - 2:52 - (Eric Clapton)
6. Have You Ever Loved a Woman - 6:51 - (Billy Myles)
7. Alberta - 2:40 - (Canzone tradizionale)
In precedenza non pubblicata, scartata da Slowhand
8. Early in the Morning - 7:55 - (Canzone tradizionale)
9. Give Me Strength - 2:51 - (Eric Clapton)
10. Meet Me (Down at the Bottom) - 7:04 -  (Willie Dixon)
In precedenza non pubblicata, scartata da 461 Ocean Boulevard
11. County Jail Blues - 3:56 - (Alfred Fields)
12. Floating Bridge - 6:33 - (Sleepy John Estes)
13. Blow Wind Blow - 2:59 - (Muddy Waters)
14. To Make Somebody Happy - 5:11 - (Clapton))
15. Before You Accuse Me (Take a Look at Yourself) - 4:39 - (McDaniel)
In precedenza non pubblicata, scartata da Backless

### Disco 2 (Live Blues)
1. Stormy Monday - 12:49 - (T-Bone Walker)
2. Worried Life Blues - 5:57 - (Big Maceo Merriweather)
3. Early in the Morning - 7:11 - (Canzone tradizionale)
4. Have You Ever Loved a Woman - 7:47 - (Billy Myles)
5. Wonderful Tonight - 6:23 - (Eric Clapton)
6. Kind Hearted Woman - 5:11 - (Robert Johnson)
7. Double Trouble - 8:02 - (Otis Rush)
8. Driftin' Blues - 6:57 - (Charles Brown/Johnny Moore/Eddie Williams)
9. Crossroads - 5:49 - (Robert Johnson)
10. Further on up the Road - 8:38 - (Joe Medwich-veasey/Don Robey)
Versione in precedenza non pubblicata

### Curiosità
La raccolta è disponibile anche con CD singolo che comprende solo le prime 15 tracce presenti nel primo CD (Studio Blues).